# تادامیچی ماچیدا
تادامیچی ماچیدا (انگلیسی: Tadamichi Machida؛ زادهٔ ۲۳ مهٔ ۱۹۸۱) بازیکن فوتبال اهل ژاپن است.
از باشگاه‌هایی که در آن بازی کرده‌است می‌توان به باشگاه فوتبال کاشیوا ریسول، باشگاه فوتبال کاوازاکی فرونتال، و باشگاه فوتبال توکیو وردی اشاره کرد.